# Кабо, Эрнест
Эрнест Месмин Люсьен Кабо (фр. Ernest Mesmin Lucien Cabo; 15 декабря 1932, Сен-Роз, Гваделупа — 28 ноября 2019, Бас-Тер) — гваделупско-французский католический епископ, возглавлявший епархию Бас-Тера с 1984 по 2008 год. Во время своего служения он сыграл важную роль в претворении решений Второго Ватиканского собора и последовавших изменений в церкви, включая введение использования гваделупского креольского языка в религиозных церемониях на архипелаге.

## Биография

### Обучение
Эрнест Месмин Люсьен Кабо — старший из семи детей в семье — поступил в малую семинарию, созданную священником Маглуаром в местечке под названием Бланше в Гурбере. Всё своё обучение с целью стать священником прошёл в материковой Франции, в Великой семинарии Ла Круа-Вальмер в Варе, затем в Великой семинарии Сен-Сиприен в Тулузе.
Он был рукоположен в священники 4 октября 1964 года в епархии Бас-Тер в Гваделупе.

### Церковное служение
Эрнест Кабо был первым викарием в Капестер-Бель-О, а также капелланом различных движений, включая Движение сельской христианской молодежи (MRJC), Движение христианской рабочей молодежи (JOC) и христианское движение PTT. Он также руководил домом семинаристов с 1968 по 1983 год. В 1972 году он был назначен кюре церкви Сакре-Кёр в Пуэнт-а-Питр.
Назначенный вспомогательным епископом Бас-Тера 2 июля 1983 года Папой Иоанном Павлом II, он был рукоположен 6 ноября следующего года. Он стал епископом Бас-Тера 2 июля 1984 года, сменив Симеона Уалли. В этот период он применил к Гваделупе принципы теологии освобождения, распространившиеся после II Ватиканского собора, в частности, принципы инкультурации Евангелия с созданием „Ti Kominoté Légliz“ (TLK).
В апреле 1991 года он созвал епархиальный синод, чтобы „расспросить жителей Гваделупы о значении, которое они хотят придать своей церкви накануне XXI века“. Работа велась в течение четырех лет вокруг четырёх направлений — „Христианин в семье, в обществе, в отношениях с Церковью и продолжающемся формировании“, — кульминацией чего стала публичная презентация выводов перед 15 тысячами людей 28 ноября 1995 года. Среди наиболее символичных нововведений было новое место, отведенное в церквях архипелага гваделупскому креольскому языку — особенно религиозным песням на нём.

### Выход на пенсию и смерть
Эрнест Кабо вышел в отставку 15 мая 2008 по причине преклонного возраста. Затем он переехал жить со своей семьей в Сен-Роз, а затем в 2016 году поступил в дом престарелых (EHPAD) епархии Бас-Тер, где и умер 28 ноября 2019 года. Папа Франциск отреагировал на эту смерть, адресовав своим верующим „особое апостольское благословение и помолившись милосердному Богу приветствовать умершего пастыря в своем доме“.
Прощание с Эрнестом Кабо состоялось в синодальном зале епархии 4 декабря 2019, а похороны — на следующий день в соборе Нотр-Дам-де-Гваделупа. Отпевание перед погребением в склепе епископов Гваделупы в кафедральном соборе вели пять карибских епископов: кардинал Кельвин Феликс с Доминики, Давид Макэр (архиепископ Мартиники), Эммануэль Лафон (епископ Гайаны), Габриэль Малзайр (епископ Розо в Доминике) и Мишель Меранвиль (почётный архиепископ Мартиники) — в присутствии 50 епархиальных священников, кардинала Фернандо Филони и президента Папского миссионерского общества Протасе Ругамбвы.